# Expo Silesia
Expo Silesia bylo v letech 2008 až 2021 výstavní a veletržní centrum ve městě Sosnovec v polském Slezském vojvodství, na hranici s Dąbrowou Górniczou, 12 km od Katovic.
Středisko poskytovalo vystavovatelům 13,5 tis. m² výstavního prostoru v klimatizovaném pavilonu, 20 tis. m² vnějšího výstavního prostoru, parkoviště pro 1 500 automobilů a konferenční centrum, které mohlo obsluhovat až 8060 hostů, konferenční místnosti, které bylo možné rozdělit na menší moduly pro 50 až 200 osob, sloučené až pro 400 osob. Sály včetně koncertních mohly pojmout až 14 000 návštěvníků.

## Vybrané události
- Mezinárodní veletrh svařování ExpoWelding – od roku 2008[3][4]
- Mezinárodní veletrh obráběcích strojů , nástrojů a technologie zpracování „Toolex” – od roku 2008
- „SIBEX”, veletrh pro dům a zahradu[5][6]
- „Veletrh OILexpo” pro oleje, maziva a procesní kapaliny v průmyslu[7]